# Living Out Loud
Living Out Loud é um filme estadunidense de 1998, do gênero dramédia, roteirizado e dirigido por Richard LaGravanese, em sua estreia na direção, e ambientado em Nova Iorque e estrelado por Holly Hunter, Danny DeVito, Queen Latifah, Martin Donovan, e Claudia Shear.
Lançado diretamente em vídeo no Brasil.

## Sinopse
Judith Nelson (Holly Hunter) largou a faculdade de medicina e se tornou enfermeira para se casar, mas após 16 anos se vê outra vez solteira ao descobrir que seu marido, Robert (Martin Donovan), um respeitado cardiologista, tinha um caso com uma pediatra bem mais nova que ela. Judy tem planos, mas não decide o que fazer da sua vida até ir a um night club para ver Liz Bailey (Queen Latifah), uma cantora de jazz que lhe dá diversos conselhos sobre o amor e a vida. Repentinamente Judy é beijada acidentalmente por um estranho, que lhe abre os olhos para novas possibilidades, que acontecem quando ela repara em Pat Francato (Danny DeVito), o ascensorista do luxuoso prédio onde Judy vive. A vida de Pat nunca esteve tão ruim, pois sua filha morreu e foi abandonado pela esposa, que não agüentava mais ver o marido viciado em jogo, o que acabou fazendo com que fosse perseguido por agiotas. A princípio Pat obtém emprestado algum dinheiro de Judy, mas quando o dois conversam descobrem que têm mais em comum do que poderiam imaginar.

## Elenco
- Holly Hunter como Judith Moore
- Danny DeVito como Pat Francato
- Queen Latifah como Liz Bailey
- Richard Schiff como Phil Francato
- Martin Donovan como Robert Nelson
- Elias Koteas como O Beijador

## Recepção da crítica
Living Out Loud teve recepção geralmente favorável por parte da crítica especializada. Com base de 23 avaliações profissionais, alcançou uma pontuação de 64% no Metacritic.